# Ламборгини
Ламборгини С.п.А. (на италиански: Automobili Lamborghini SpA, De-Lamborghini-pronunciation.ogg) е италиански производител на суперавтомобили и тракторна техника. Намира се в градчето Сант'Агата Болонезе, близо до Болоня, Италия. Компанията е основана през 1963 г. от Феручо Ламборгини, който искал да произвежда автомобили, конкуриращи моделите от доказани марки, на първо място тези на Ферари. Първите модели на компанията са пуснати в средата на 60-те години и се отличават със своята изтънченост, мощност и комфорт.
Самият Ламборгини притежавал компанията още 9 години след основаването ѝ. Днес компанията е притежание на „Ауди“ и е част от „Фолксваген Груп“.

## История
Ламборгини започва своята история от началото на 60-те години с инициативата на индустриалния предприемач Феручо Ламборгини.
В началото на 60-те години Феручо Ламборгини имал няколко компании (основно се занимавал с производство на трактори) и можел да си позволи покупката на скъпи автомобили. По различно време той е притежавал Mercedes 300SL, няколко Maserati 3500GT, Jaguar E-type. Имал и няколко Ferrari 250 GT, от различни версии. Но във всеки автомобил той намирал някакви недостатъци. Известни са няколко версии за причините, които накарали Ламборгини да създаде фирма за автомобили, но в основата на всички тях е конфликт със собственика на компанията Ферари Енцо Ферари. Според сина на Феручо Ламборгини, един ден баща му отишъл при своя приятел Енцо Ферари, за да се оплаче от качеството на съединителя на неговото Ferrari 250 GT. Енцо го отпраща с пожелание да продължи да се занимава с трактори, защото нищо не разбира от спортни коли. Ламборгини ядосано му отвърнал, че ще му покаже как се прави спортна кола. Върнал се във фабриката си, разглобил трансмисията на своето Ferrari 250 GT и видял, че съединителят е от същата фирма, която снабдява и неговите трактори със съединители. В складовете си открива част, която пасва на автомобила му, и така си решава проблема.
Известно време след това Феручо решава да започне собствено производство на спортни коли, като привлича за своя проект талантливия инженер Джото Бидзарини (Giotto Bizzarrini), разработвал преди това V-образен 12-цилиндров двигател за Ferrari. Ламборгини искал първата му кола да е с такъв двигател.
Новият двигател има 4 разпределителни вала – по 2 за всяка група цилиндри, 2 клапана на цилиндър и е с мощност от 350 конски сили. Моторът е и с алуминиева конструкция, колянов вал, поддържан от седем основни лагера, ковани алуминиеви бутала и разпределителни валове със собствени зъбни колела и вериги. Моделът на този автомобил е 350GTV и е по дизайн на студиото на Франко Скалионе „Scaglione-Touring“. За емблема на марката Феручо Ламборгини избира своя зодиакален знак – телец.
За пръв път прототипът Lamborghini 350GTV е представен на автоизложението в Торино. Продажбите на серийния модел 350GT започват година по-късно, като са продадени над 130 броя. Следва моделът 400GT. Тези два модела донасят доста добра печалба, с помощта на която е създаден и първият суперспортен автомобил в историята на компанията – Lamborghini Miura, който днес е истинска легенда за марката. За пръв път колата е показана на автоизложението в Торино през 1965 г. лично от собственика на компанията. Дизайнът е дело на Марчело Гандини. За първи път Lamborghini стават известни със спортното купе на Miura, което утвърждава средноразположения двигател със задно задвижване на колелата като стандартно оформление за високо ценени и доставящи удоволствие спортни автомобили на епохата. Името на модела е взето от това на испанеца Едуардо Миура, собственик на един от най-прочутите развъдници на бикове за кориди. През 1967 г. са продадени 111 броя.
През 1971 г. Феручо Ламборгини представя своя нов модел – прототипа LP500 Countach, като поднасят един необичаен дизайн. Това е първият модел с отварящи се нагоре врати, което днес е нещо традиционно за марката Lamborghini. Двигателят отново е V-образен 12-цилиндров. Три години по-късно LP500 Countach е пуснат в серийно производство.
70-те години бележат доста проблеми за компанията Lamborghini. През 1972 г. е отказана огромна поръчка за трактори от южноамериканска държава, което води до загуба на голяма парична сума. Феручо Ламборгини е принуден да продаде част от акциите на фирмата на FIAT. Бизнесът с трактори е постепенно иззет от SAME (сега SAME Deutz-Fahr), като трактори Lamborghini все още се продават от тази корпорация.
През следващите няколко години продажбите на модела Countach поддържат компанията в бизнеса. Скоро след това тя става достатъчно печеливша и се отделя. Въпреки това създателят ѝ Феручо Ламборгини продава останалата част от акциите си на Georges-Henri Rossetti и René Leimer и се пенсионира през 1974 г. Компанията фалира през 1978 г. Братята Жан-Клод и Патрик Мимран от Швейцария закупуват компанията през 1984 г. и инвестират много в нейната експанзия. Под управлението на Мимран, моделната линия на Lamborghini е разширена от Countach и включва спортен автомобил Jalpa и LM002, високо ефективна офроуд кола.
Неспособни да ръководят Lamborghini, братята Мимран продават Lamborghini на Chrysler през 1987 г. След смяна на Countach с Diablo и прекратяване на Jalpa и LM002, Chrysler продава Lamborghini на малайзийската инвестиционна група Mycom Setdco и индонезийската група V'Power Corporation през 1994 г. През 1998 г. Mycom Setdco и V'Power продават Lamborghini на Volkswagen Group, където е поставен под управлението на подразделението Audi на групата. Нови продукти и моделни линии са въведени в портфолиото на марката и доведени до пазара и водят до увеличаване на продуктивността на марката Lamborghini. В края на 2000 г., по време на световната финансова криза и последвалата икономическа криза, продажбите на Lamborghini претърпяват спад с близо 50%. Продажбите се увеличават почти десетократно в началото на новия век, достигайки рекордни продажби през 2007 и 2008 г.

## Модели
| Модел                     | Години      | Двигател                            | Работен обем       | Макс. скорост |
| ------------------------- | ----------- | ----------------------------------- | ------------------ | ------------- |
| 350GTV                    | 1963        | Lamborghini V12                     | 3464 cm³           | 280 km/h      |
| 350GT                     | 1964 – 1966 | Lamborghini V12                     | 3464 cm³           | 240 km/h      |
| 400GT 2+2                 | 1966 – 1968 | Lamborghini V12                     | 3929 cm³           | 250 km/h      |
| Miura                     | 1966 – 1973 | Lamborghini V12                     | 3929 cm³           | 288 km/h      |
| Espada                    | 1968 – 1978 | Lamborghini V12                     | 3929 cm³           | 245 km/h      |
| Islero                    | 1968 – 1970 | Lamborghini V12                     | 3929 cm³           | 248 km/h      |
| Jarama                    | 1970 – 1978 | Lamborghini V12                     | 3929 cm³           | 240 km/h      |
| Urraco                    | 1970 – 1979 | Lamborghini V8                      | 2463/2996/1994 cm³ | 230 km/h      |
| Countach                  | 1974 – 1989 | Lamborghini V12                     | 3929/4754/5167 cm³ | 295 km/h      |
| Silhouette                | 1976 – 1977 | Lamborghini V8                      | 2996 cm³           | 260 km/h      |
| Jalpa                     | 1982 – 1989 | Lamborghini V8                      | 3485 cm³           | 240 km/h      |
| LM002                     | 1986 – 1992 | Lamborghini V12                     | 5167 cm³           | 210 km/h      |
| Diablo                    | 1990 – 2001 | Lamborghini V12                     | 5707/5992 cm³      | 330 km/h      |
| Murcielago                | 2001 – 2006 | Lamborghini V12                     | 6192 cm³           | 330 km/h      |
| Murcielago R-GT           | 2001-       | Lamborghini V12                     | неизвестен         | 360 km/h+     |
| Gallardo                  | 2003 – 2013 | Lamborghini V10                     | 4961 cm³           | 309 km/h      |
| Gallardo Spyder           | 2004-       | Lamborghini V10                     | 4961 cm³           | 307 km/h      |
| Murcielago Roadster       | 2005 – 2007 | Lamborghini V12                     | 6192 cc            | 340 km/h      |
| Gallardo SE               | 2006-       | Lamborghini V10                     | 4961 cm³           | 335 km/h      |
| Murcielago LP640          | 2006-       | Lamborghini V12                     | 6496 cm³           | 360 km/h      |
| Murcielago LP640 Roadster | 2006-       | Lamborghini V12                     | 6496 cm³           | 330 km/h      |
| Lamborghini               | 2008 – 2009 | Lamborghini V12                     | 6496 cm³           | 340 km/h      |
| Aventador                 | 2011 – 2021 | Lamborghini V12                     | 6496 cm³           | 349 km/h      |
| Sesto Elemento            | 2011        | Lamborghini V10                     | 5204 cm³           | 350 km/h      |
| Veneno                    | 2013        | Lamborghini V12                     | 6498 cm³           | 355 km/h      |
| Huracán                   | 2014        | Lamborghini V10                     | 5204 cm³           | 325 km/h      |
| Centenario                | 2016 – 2017 | Lamborghini V12                     | 6498 cm³           | 350 km/h      |
| Urus                      | 2018        | Lamborghini V8                      | 3993 cm³           | 305 km/h      |
| Sián FKP 37               | 2020        | Lamborghini V12                     | 6498 cm³           | 350 km/h      |
| Essenza SCV12             | 2021        | Lamborghini V12                     | 6498 cm³           | 350 km/h      |
| Countach LPI 800 – 4      | 2022        | Lamborghini V12                     | 6498 cm³           | 355 km/h      |
| Revuelto                  | 2023        | Lamborghini V12 + 1 електродвигател | 6498 cm³           | 350 km/h      |

## Собственици
През годините компанията „Lamborghini“ е била притежание на различни собственици:
- Феручо Ламборгини 1963 – 1972
- Жорж-Анри Росети и Рене Лаймер 1972 – 1977
- Банкрут 1977 – 1984
- Патрик Мимран (управлявал 1980 – 1984) 1984 – 1987
- Крайслер 1987 – 1994
- MegaTech 1994 – 1995
- V'Power, Mycom (1995 – 1998)
- Volkswagen Group (под крилото на Audi) (от 1998)